# Luis Palacios Rossini
Luis Palacios Rossini (Santiago, 8 de octubre de 1900 - década de 1970) fue un funcionario y político chileno, que se desempeñó como ministro de Estado en la cartera de Minería, durante el gobierno del presidente Jorge Alessandri.

## Vida
Sus padres fueron Luis Antonio Palacios y Elena Rossini. Contrajo matrimonio con Elsa Albornoz, con quien tuvo tres hijos. Estudió en el Seminario de Concepción, en la Región del Biobío, y luego en el Liceo de Aplicación de Santiago. Más tarde alcanzaría el grado de bachiller en Leyes.
Trabajó en oficinas salitreras de la zona norte del país y en el año 1924 ingresó a la Caja Nacional de Ahorros. En esta entidad partió como agente, luego fue inspector y terminó ocupando la gerencia de sucursales del ente que lo sucedió, el Banco del Estado, en el año 1955.
En septiembre de 1963 asumió el puesto de ministro de Minería por encargo del presidente Jorge Alessandri. Permanecería en esa responsabilidad hasta el fin de la administración en noviembre de 1964.